# تود كوالسكي
تود كوالسكي هو موسيقي كندي، ولد في 27 مايو 1973 في ريجاينا في كندا.

## وصلات خارجية
- تود كوالسكي على موقع ميوزك برينز (الإنجليزية)
- تود كوالسكي على موقع أول ميوزيك (الإنجليزية)
- تود كوالسكي على موقع أول ميوزيك (الإنجليزية)
- تود كوالسكي على موقع أول ميوزيك (الإنجليزية)
- تود كوالسكي على موقع ديسكوغز (الإنجليزية)